# 安倍肱主
安倍 肱主（あべ の ひじぬし）は、平安時代前期の貴族。三河守・安倍氏主の子。官位は従五位下・安芸守。

## 経歴
太皇太后宮少進在職中の貞観6年（864年）従五位下に叙爵。
その後、清和朝から陽成朝にかけて叙位任官の記録がなく、叙爵から20年後の元慶8年（884年）3月に光孝天皇の即位後間もなく弾正少弼に任ぜられ、再び記録上に現れる。同年4月には前年に発生していた筑後守・都御酉殺害事件の推問を行うために、推問筑後国司殺害使として大宰府に派遣される。同年7月に本来犯罪に対する推断は事件が発生した場所で行うこととなっているが、今回の事件では大宰大監・平高平が既に犯人を大宰府に連行して、府内で既に拷問まで行われている状態であることから、改めて事件発生場所に戻るのは不都合として、府内で推問を行いたい旨を上奏し、許されている。その後、肱主は推問結果を刑部省に報告し、仁和元年（885年）12月に事件の首謀者であった藤原近成は遠流に処された。
仁和2年（886年）安芸守として地方官に転じている。

## 官歴
『日本三代実録』による。
- 時期不詳：正六位上。太皇太后宮少進
- 貞観6年（864年） 正月7日：従五位下
- 元慶8年（884年） 3月9日：弾正少弼。4月26日：推問筑後国司殺害使
- 仁和2年（886年） 正月16日：安芸守

## 系譜
- 父：安倍氏主[3]
- 母：不詳
- 妻：不詳
- 生母不明の子女
  - 男子：賀静[3]